# Лемм, Романо
Рома́но Лемм (нем. Romano Lemm; 25 июня 1984, Дильсдорф, Цюрих, Швейцария) — швейцарский хоккеист, центральный нападающий клуба Швейцарской национальной лиги (NLA) «Клотен».

## Карьера

### Клубная карьера
Лемм начал хоккейную карьеру в клубе Швейцарской национальной лиги «Клотен Флайерз», где он уже играл в молодости. В сезоне 2000/01 он дебютировал в Национальной лиге B в команде «Тургау». Летом 2008 года, после восьми лет в «Клотене», Лемм подписал контракт с другим швейцарским клубом «Лугано». Перед сезоном 2010/11 Лемм вернулся в «Клотен Флайерз». Он подписал контракт со своим родным клуб на четыре года.
В октябре 2011 года было объявлено, что у Лемма была обнаружена доброкачественная опухоль мозга. Через несколько дней ему была сделана операция.

### Международная карьера
В составе сборной Швейцарии Лемм принял участие в юниорских чемпионатах мира 2001 и 2002 годов, а также на молодёжном чемпионате мира 2003 года. Наиболее удачным для Романо стал турнир в 2001 году, тогда Швейцария завоевала серебряные медали.
В составе основной сборной Лемм участвовал в чемпионатах мира 2005, 2006, 2007, 2008, 2009, 2010 и 2011 годах. Кроме того, Лемм был в составе сборной Швейцарии на Зимних Олимпийских играх 2006 и 2010 годов.

## Статистика
| Легенда | Легенда                    | Легенда | Легенда                   | Легенда | Легенда    |
| ------- | -------------------------- | ------- | ------------------------- | ------- | ---------- |
| И       | Количество проведённых игр | Штр     | Штрафное время            | +/−     | Плюс-минус |
| Г       | Голы                       | П       | Голевые передачи          | О       | Очки       |
| -       | Статистика неизвестна      | —       | Статистика не учитывалась |         |            |

### Клубная карьера
- a В «Плей-офф» учитывается статистика игрока в Плей-аут.

## Достижения

### Командные
Юниорская карьера
| Год  | Команда    | Достижение                                  | Достижение |
| ---- | ---------- | ------------------------------------------- | ---------- |
| 2002 | Клотен U20 | Победитель молодёжного чемпионата Швейцарии |            |

Международные
| Год  | Команда            | Достижение                                   | Достижение |
| ---- | ------------------ | -------------------------------------------- | ---------- |
| 2001 | Швейцария (юниор.) | Серебряный призёр юниорского чемпионата мира |            |